# Jūkendō

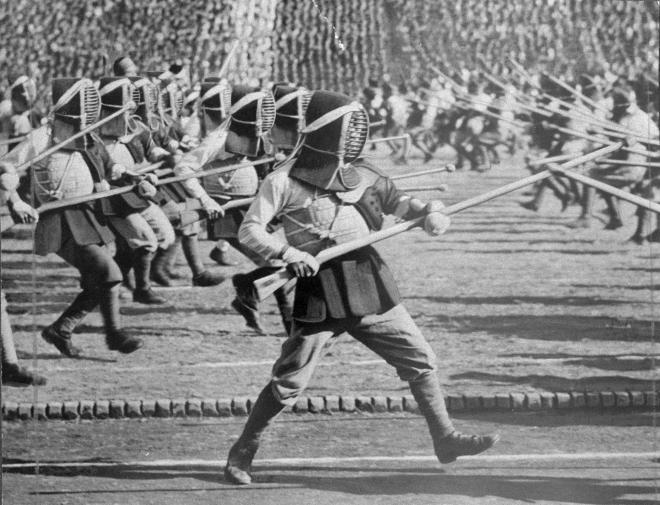
Pratique du jūkendō aux 13e jeux du sanctuaire Meiji en 1942.

Le jūkendō (銃剣道) est l'art martial japonais de combat à la baïonnette,,,. Il ne devient – comme précisé sur le site  de la fédération – un budô, qu’en 1941. Son nom – d’abord jûsô kakutô (combat au fusil-lance) ou kenjû kakusô (combat à la baïonnette), puis jûken jutsu – devient alors officiellement jûkendô, avec la création de l’Association de promotion du jûkendô du Grand Japon (Dai nippon jûkendô shinkôkai). Les techniques de jūkendō sont basées sur le sōjutsu (art de combattre à la lance), ainsi que très largement sur les techniques de baïonnette enseignées par l'armée française lors des missions militaires au Japon.  La  définition de la Fédération  nie pourtant l’influence française : « Le jûkendô est un budô fondé sur la “technique d’estoc” du sôjutsu [art de la lance], lequel est un bujutsu traditionnel de notre pays, qui s’est constitué puis développé au début de l’ère Meiji ».
Durant l'ère Meiji, les techniques japonaises de combat à la baïonnette sont institutionnalisées dans un système appelé jukenjutsu et enseignées à l'académie militaire de Toyama à Tokyo. Morihei Ueshiba, fondateur de l'aïkido, s'entraîne au jukenjutsu et incorpore des éléments de cet art dans son propre art. 
Après la Seconde Guerre mondiale, la pratique du jukenjutsu  sous sa forme moderne de jūkendō est interdite par les autorités d'occupation américaines (seul le sumô n’avait pas été touché par l’interdiction). "En effet le développement est singulier par rapport aux autres budô. En effet, tandis que jûdô, kendô ou kyûdô (avant récupération idéologique) se constituent en « principe » (dô), en s’affranchissant de l’aspect pratique, le « combat à la baïonnette », lui, est enseigné dans les écoles militaires à des fins on ne peut plus « pragmatiques » – tuer –, une nécessité renforcée par les différentes guerres dans lesquelles le Japon se retrouve engagé à partir de 1894. Il y a donc, jusque dans les années 1930, d’un côté, les budô – qui, en sus de contribuer à former des corps robustes, peuvent être vus, au mieux, dans l’ambition qui a présidé à leur « invention », comme des moyens de formation et de socialisation de l’homme, au pire comme des vecteurs d’inculcation d’un esprit guerrier au parfum d’un bushidô idéalisé – et, de l’autre, le jûken jutsu, pour que le soldat – que tout citoyen peut être amené à devenir – puisse, au corps à corps, terrasser l’ennemi, en le transperçant si besoin".
La fédération japonaise de jūkendō amateur est établie en 1952. La fédération japonaise de jūkendō est établie en avril 1956.
Le jūkendō moderne utilise un mokujū, une réplique en bois d'un fusil avec une baïonnette émoussée attachée à l'extrémité, à la place d'un vrai fusil. 
Le 14 février 2017, le ministère de l’Éducation organise une consultation publique via Internet à propos des nouvelles directives pour le collège. Tout citoyen a un mois pour s’exprimer sur la proposition du texte mis en ligne, et dans lequel figurent huit des budô qui seront mentionnés dans la version finale, mais pas le jûkendô. La publication des nouvelles directives du 31 mars contiendra pourtant le jûkendô. Le journal Mainichi (en général favorable au gouvernement) ne peut s’empêcher d’inter-titrer la fin de son article « Le processus ayant mené à la mention du jûkendô est étrange ». 
L'art est pratiqué autant par les forces japonaises d'autodéfense que les civils.  Le 9 mars 2017, lors d’une session de la commission parlementaire sur la diplomatie et la défense,  Satô « Hige » Masahisa, membre du PLD, élu à la Chambre des représentants en 2007 et ministre des Affaires étrangères en août 2017 annonce que le jûkendô est fort de quelque 30 000 compétiteurs et, puisqu’il s’agit d’une activité obligatoire pour tout nouvel entrant dans l’armée de terre ou de l’air (plus de 10 000 personnes par an), il estime le nombre de pratiquants entre 80 000 et 90 000. Pourtant, sur 196 000 militaires (armées de l’air et de terre cumulées), si seuls 90 000 pratiquent, dont au moins 10 000 par contrainte, c’est que sitôt que cela leur est possible, ils abandonnent. De plus, cela veut dire que la quasi-totalité des pratiquants du jûkendô est soit militaire, soit ex-militaire. L’activité n’est d’ailleurs proposée en club scolaire que dans 15 lycées.   
L'entraînement incorpore des kata (mouvements codifiés), des enchaînements à deux personnes, et des matchs de compétition utilisant le mokujū et des armures de protection. Les trois principales cibles sur le corps humain sont le cœur, la gorge, et le côté inférieur gauche de l'adversaire.